# Glanzende lindenboktor
De glanzende lindenboktor (Stenostola dubia) is een keversoort uit de familie van de boktorren (Cerambycidae). De wetenschappelijke naam van de soort werd voor het eerst geldig gepubliceerd in 1784 door Laicharting.